# Società Calcio Leffe 1985-1986
Questa voce raccoglie le informazioni riguardanti la Società Calcio Leffe nelle competizioni ufficiali della stagione 1985-1986.

## Rosa
| N. |                   | Ruolo | Calciatore           |
| -- | ----------------- | ----- | -------------------- |
|    | Italia (bandiera) | C     | Alessandro Amati     |
|    | Italia (bandiera) | D     | Ernesto Bighiani     |
|    | Italia (bandiera) | C     | Massimo Bodini       |
|    | Italia (bandiera) | C     | Francesco Capelletti |
|    | Italia (bandiera) |       | Claris               |
|    | Italia (bandiera) | D     | Maurizio Esposito    |
|    | Italia (bandiera) | D     | Giovanmaria Fenaroli |
|    | Italia (bandiera) | A     | Giacomo Ferrari      |
|    | Italia (bandiera) | A     | Giorgio Gatti        |
|    | Italia (bandiera) | D     | Marzio Lugnan        |
|    | Italia (bandiera) | P     | Renato Marino        |

| N. |                   | Ruolo | Calciatore        |
| -- | ----------------- | ----- | ----------------- |
|    | Italia (bandiera) | A     | Adriano Mosele    |
|    | Italia (bandiera) | D     | Massimo Mottalini |
|    | Italia (bandiera) | A     | Mario Mutti       |
|    | Italia (bandiera) | D     | Renato Pellegri   |
|    | Italia (bandiera) | C     | Fabrizio Pezzoli  |
|    | Italia (bandiera) | P     | Tiziano Pitergi   |
|    | Italia (bandiera) | C     | Claudio Rossi     |
|    | Italia (bandiera) |       | Salvatori         |
|    | Italia (bandiera) | A     | Giuseppe Signori  |
|    | Italia (bandiera) | A     | Fabio Villa       |